# Petter Holm
Petter Holm, född 1739, var en målare verksam på Gotland under 1700-talet.
Petter Holm erhöll gesällbrev som tapetmålare 1758 och gav sig därefter ut på gesällvandring under nio år, innan han 1767 fick tillstånd att slå sig ned i staden som tapetmålare. Här bedrev han även ett lärfts- och kattuntryckeri. Verksamheten på Gotland blev inte så lönsam som Petter Holm hade tänkt sig och redan 1775 flyttade han vidare till Stockholm. I botten på Hallfreda i Follingbo socken påträffades i början av 1900-talet rester av en tapet från omkring 1770. Enligt räkenskaper utförde Holm vid samma tid arbeten för familjen Donner som vid denna tid ägde Hallfreda, och det är troligt att dessa arbeten är av hans hand.